# Tenuta meccanica
Tenuta meccanica è un'apparecchiatura atta ad isolare due ambienti, tra i quali vi sia un componente dotato di moto circolare (albero) e/o assiale.

## Principio di funzionamento

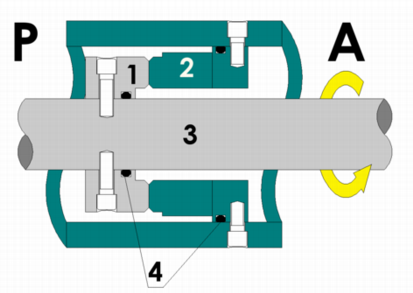
Fig. 1: tenuta meccanica semplice

Si prenda a riferimento una pompa centrifuga, in cui un albero mette in comunicazione il motore con la girante. Le parti rotanti sono rappresentate in grigio, quelle stazionarie in verde.
L'albero 3 ruota nella camera A (lato motore) e nella camera P (lato girante). Sull'albero è calettato un anello rotante (grigio) 1, che quindi ruota solidalmente all'albero; eventuali trafilamenti sono evitati dalla guarnizione statica 4 (solitamente un O-ring). Alla parte stazionaria è invece calettato un anello stazionario (verde) 2. Anche qui, una guarnizione statica 4 evita trafilamenti. I due anelli 1 e 2 sono in contatto tramite facce lavorate con estrema precisione e levigatezza; solitamente la forza di contatto è garantita da molle, che compensano le eventuali dilatazioni differenziali delle varie parti.

La pressione che si ha in camera P, unita all'effetto centrifugo ottenuto grazie alla rotazione dell'albero 3, fanno sì che tra le facce di contatto si crei una pellicola di liquido (di pochi micron), che impedisce il contatto diretto tra le facce degli anelli, lubrificandole. Le camere A e P sono quindi tra loro isolate, malgrado il moto relativo.

## Storia
La tenuta meccanica fu inventata da un certo George Cook, nel primo ventennio del XX secolo. Non vi sono informazioni precise; lo stesso Cook, probabilmente statunitense, è a volte rivendicato come inglese.

Il grande sviluppo delle tenute meccaniche è comunque iniziato negli anni '30 del XX secolo, con l'adozione della tenuta meccanica nelle pompe di circolazione dell'acqua nelle automobili, e con il grande sviluppo dell'industria chimica e petrolifera.

Oggi la grande maggioranza delle tenute d'albero rotanti sono di tipo meccanico, e restano ai premistoppa impieghi marginali, in cui siano ammissibili perdite (quindi con fluidi non corrosivi né nocivi) e il fattore costo iniziale sia rilevante.

## Tipi di tenute meccaniche
Si possono distinguere costruttivamente due tipi fondamentali:
- Tenute meccaniche singole. Fra le tenute singole possiamo fare un'ulteriore divisione in:

interne posizionate all'interno della camera di tenuta, dal lato prodotto.
esterne posizionate all'esterno della camera di tenuta, dal lato atmosfera.
- Tenute meccaniche multiple: usate in casi particolari (prodotto inquinanti, prodotti pericolosi, fluidi torbidi, necessità di evacuare calore, ecc...). Tra queste, la grande maggioranza sono le tenute meccaniche doppie

Entrambi questi tipi di tenute, singole o multiple, possono essere a componenti, cioè formate da una serie di particolari, parte rotante, parte stazionaria, tenute secondarie, guarnizioni, molle, ecc.., da montare in successione sulle pompe dopo aver eseguito tutta una serie di controlli e di misurazioni, oppure premontate, cioè preassemblate in una cosiddetta cartuccia, in modo da poter, con una sola operazione, essere applicate sull'albero.

### Tenute meccaniche singole
Oltre alle varianti interne lato processo ed esterne lato atmosfera, si può avere una differenziazione in funzione della gestione dell'ambiente di lavoro della tenuta, esempio lo sbarramento con un liquido inerte nella camera, detto flussaggio, immediatamente a monte dell'anello di tenuta. Gli scopi di questo flussaggio può essere il raffreddamento della tenuta stessa, il favorire la circolazione in camera di tenuta, per evitare depositi di solidi, reazioni chimiche o altri fenomeni indesiderati.
La tenuta meccanica semplice è universalmente utilizzata nelle pompe di circolazione dell'acqua di raffreddamento nei motori endotermici, negli elettrodomestici a circolazione (lavatrice, lavastoviglie e simili) e in moltissime altre applicazioni in cui si lavori a pressioni relativamente basse e con fluidi ragionevolmente puliti, non corrosivi e non pericolosi.

### Tenute meccaniche multiple
Le tenute meccaniche multiple sono utilizzate quando si voglia avere garanzia assoluta di tenuta del fluido di processo, infatti la tenuta esterna, lato atmosfera per intenderci, può essere in grado di operare in caso di guasto della tenuta interna. La stragrande maggioranza delle tenute multiple è in realtà costituita da tenute doppie.
Queste in realtà sono due tenute semplici, l'una a valle dell'altra, fra le quali c'è una camera intermedia delimitata dalle due tenute.

La camera intermedia contiene solitamente un liquido inerte, detto fluido di barriera, spesso acqua. Se questo liquido viene mantenuto a pressione atmosferica, si parla di tenuta tandem; se è mantenuto a pressione più alta di quella esistente nel processo, di tenuta doppia.

#### Tenutatandem
La tenuta tandem viene utilizzata solitamente per sicurezza di funzionamento, nel caso in cui sarebbe sufficiente una tenuta semplice ma si voglia avere una ridondanza della tenuta in caso di guasto della tenuta principale. In questo caso, la camera intermedia è spesso connessa ad un pressostato, che rivela variazioni di pressione, indice di guasto.

#### Tenutadoppia

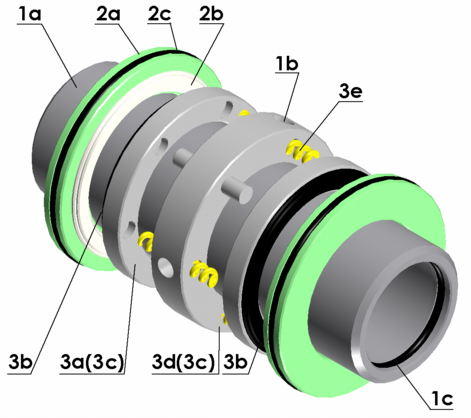
Fig. 2: Tenuta meccanica doppia (esploso assialmente)

La tenuta doppia è di uso molto più particolare. In questo caso, infatti, un fluido circola nella camera intermedia, ad una pressione controllata (superiore a quella esistente in camera di tenuta). Si hanno così diversi vantaggi: si possono raffreddare le tenute, rimuovendo sia il calore di attrito, sia il calore trasmesso per conduzione dal fluido di processo (in casi particolari, riscaldando le parti meccaniche o per proteggerle da temperature troppo basse o per evitare cambiamenti di stato del fluido causa la temperatura). La circolazione del fluido può essere naturale, ad esempio a termosifone, o assistita. L'API ha codificato i sistemi di circolazione (detti in genere sistemi di flussaggio); ad esempio, il cosiddetto API Plan 54 corrisponde ad un flussaggio della camera intermedia in circuito aperto, con uso opzionale di flussostati e pressostati.

Nella figura 2 sono mostrate due particolarità che possono essere usate anche nelle tenute semplici. Spesso, per ridurre le cause di usura dell'albero, la tenuta è montata su una camicia il cui trascinamento con l'albero è garantito generalmente da una chiavetta che trascina anche la girante; nel caso di tenute a "cartuccia" il trascinamento è effettuato attraverso un collare che tramite dei grani vincola la camicia all'albero. Degli O-ring 1c oppure delle guarnizioni piane tra battuta albero e camicia evitano trafilamenti tra gli stessi. Sono poi mostrate le molle 3e, che hanno il compito di esercitare una pressione pressoché costante tra gli anelli di tenuta. Queste molle possono essere sostituite, in casi molto particolari, da soffietti nei quali è una pressione idraulica a garantire la corretta spinta tra gli anelli.

## Dettagli costruttivi
Oltre a quanto detto sopra, è fondamentale la scelta corretta dei materiali di costruzione, sia delle parti metalliche strutturali che degli anelli di tenuta ed in particolare dei materiali di costruzione degli elastomeri. Nella figura 2, più dettagliata, si vede che gli anelli rotanti 3 e stazionari 2 non sono in realtà monolitici, ma sono di solito costituiti da una base metallica (verde nella figura), in acciaio inox o speciale in cui è calettato l'anello vero e proprio. Gli anelli vengono in genere considerati come coppia, e sono di solito in materiali tra loro molto diversi, uno (relativamente) duro ed uno (relativamente) tenero. Coppie usate sono quelle stellite-grafite, ceramica-grafite, carburo di tungsteno-acciaio inossidabile, ed altre. In casi particolari, ad esempio con liquidi carichi di particelle abrasive, si usano coppie duro-duro, seppure diversi: carburo di tungsteno-ceramica, ad esempio.